# Canton de Brest-Centre
Le canton de Brest-Centre est un ancien canton français situé dans le département du Finistère en région Bretagne.

## Composition
Le canton comprenait une fraction de la ville de Brest.

## Histoire
Le canton est créé par décret du 27 février 1991 à partir du canton de Brest-III.
Il est supprimé à compter des élections départementales de mars 2015 par le décret du 13 février 2014.

## Représentation

### Conseillers généraux de 1991 à 2015
| Période | Période | Identité       | Étiquette    | Qualité |
| ------- | ------- | -------------- | ------------ | --- |
| 1991    | 2008    | Yannick Marzin | UDF puis UMP | Pharmacien Maire de Porspoder (2008-2014) Député suppléant de Marguerite Lamour (2002-2007)                              |
| 2008    | 2015    | Reza Salami    | PS           | Commerçant Adjoint au maire de Brest Député suppléant de Patricia Adam (2012-2017) Élu en 2015 dans le Canton de Brest-2 |

## Démographie
| 1999   | 2006   | 2011   | 2012   |
| ------ | ------ | ------ | ------ |
| 21 285 | 21 006 | 20 539 | 20 128 |